# Johann Cilenšek
Johann Cilenšek, nemški skladatelj, predavatelj in akademik, * 4. december 1913, † 14. december 1998.
Cilenšek je deloval kot redni profesor Visoki šoli za glasbo Franza Liszta v Weimarju in bil dopisni član Slovenske akademije znanosti in umetnosti (od 7. februarja 1967).